# Signs in the sand
Signs in the sand is een livealbum van Ron Boots. Het is de registratie van het optreden dat Boots verzorgde op 19 mei 2012 in de Grote of Sint-Bavokerk te Haarlem. Het totale concert werd verzorgd door een combinatie van Ron Boots, Remy en vrienden. De stijl van de muziek bestaat uit de twee varianten van een Berlijnse School voor elektronische muziek, Boots varieert tussen de stijlen van Klaus Schulze en jaren 70-Tangerine Dream.  

## Musici
- Ron Boots – synthesizers, elektronica

Met Erik van der Heijden en van tevoren opgenomen zangstemmen voor Klaustrofobie.

## Muziek
| Nr. | Titel                  | Duur  |
| --- | ---------------------- | ----- |
| 1.  | Klaustrofobie          | 26:54 |
| 2.  | Dream but not of today | 23:03 |
| 3.  | Signs in the sand      | 7:51  |